# Daniel Johannes Huygens
Daniel Johannes Huygens (1908 - 10 juli 1995), getrouwd met Lydia Lankhout-Huygens, heeft van 1942 tot eind 1944 verschillende Joodse families uit handen van de Duitse bezetter weten te houden door deze bij hen onder te laten duiken. Op 13 oktober 1988 werden zij door Yad Vashem erkend als Rechtvaardigen onder de Volkeren. Na de oorlog schreef hij zijn verhaal op.

## Voor de oorlog
Daniel Johannes Huygens volgde op aanraden van zijn vader een schildersopleiding in Utrecht. Erg geïnteresseerd was hij echter niet in het vak en in dezelfde periode (jaartallen onbekend) leerde hij het kappersvak bij een van zijn buren. Op zijn 20e ontmoette hij zijn toekomstige vrouw Lydia Lankhout. In 1933 opende hij zijn eerste kapperszaak. Rond die tijd begon hij zich zorgen te maken over de politieke spanningen rond nazi-Duitsland en richtte een praatclub op, waar ze de situatie bespraken. In 1935 leerde hij de Joodse familie Hijman en Miep Degen kennen, een van zijn toekomstige onderduikers. Zij waren een van zijn vaste klanten en begonnen deel te nemen aan de praatclub. Op 22 juni 1939 verhuisden zij en hun winkel naar een nieuwe locatie in Utrecht, waarbij de woonruimte zich boven de winkel bevond.

## 1940 - 1942
Op 26 april 1942 werd Lydia Beatrix Huygens geboren, Johannes' en Lydia's eerste dochter. Rond juni 1942 begon door de Tweede Wereldoorlog de situatie voor de Nederlandse Joden gevaarlijk te worden en Johannes besloot om het dochtertje van de familie Hijman, Lenie, in huis te nemen. Om te voorkomen dat ze Duitse officieren bij hun gestationeerd kregen, besloten ze de lege kamer in huis te verhuren aan een student, Hans Brenkman, die zoals later bleek lid was van het verzet. Ook ondernam hij in die tijd pogingen om Hijman en Miep een onderduik adres te bezorgen, maar dit liep op niets uit. Hijman werd kort daarop opgepakt door de Gestapo en afgevoerd naar het Strafkamp Vledderveen, vlak bij de Duitse grens. Doordat de opzichter in dat kamp geen nazi-sympathieën had, waren er briefwisselingen mogelijk tussen Johannes en Hijman. Ze besloten een ontsnappingspoging te wagen. Deze was succesvol en zowel Hijman als Miep werden bij de familie Huygens in huis genomen.

## 1942 - 1943
Ondertussen loopt ook de zus van Miep Degen, Beppie gevaar. Nadat ze een afscheidsbrief van haar krijgen waarin ze schrijft dat ze verwacht spoedig te worden opgepakt, besluiten ze ook haar in huis te nemen. Het aantal onderduikers is inmiddels gegroeid tot 4 personen. De man van Beppie, Barend weet ook te ontsnappen uit een werkkamp bij Ommen. Ook hij wordt bij hen opgenomen.

## 1943 - 1944
De druk begon toe te nemen toen de politie het huis kwam doorzoeken wegens verdenking op zwarte handel. Snel werd de schuilplaats afgesloten en met een smoes wist Johannes de agenten om de tuin te leiden. Ondanks de duidelijke gevaren begon Johannes nu ook kleine kinderen tijdelijk op te nemen. Ze bleven telkens niet meer dan een paar dagen, alvorens door te worden gesluisd naar andere onderduikadressen.

## 1944 -1945
De geruchten over een geallieerde invasie begonnen de kop op de steken en de spanning nam toe. Naarmate de tijd verstreek begon de situatie ook in Utrecht merkbaar te worden. In oktober 1944 werd Utrecht gebombardeerd door geallieerde vliegtuigen. Ook het huis van de familie Huygens werd geraakt en onbewoonbaar verklaard. Met behulp van vrienden vonden de 5 onderduikers een nieuw adres. De familie Huygens zocht elders woonruimte, nadat ze korte tijd bij de ouders van Lydia hadden gewoond. Toch bleven ze wel voorzien in het levensonderhoud van de onderduikers. Dit was erg lastig, aangezien het tijdens de hongerwinter was. Daarnaast had Johannes goede contacten onderhouden met verschillende handelaren die hij als klant in zijn zaak had. Deze contacten verdwenen langzaam. Om toch voedsel te verkrijgen moesten ze tochten ondernemen naar het platteland, maar ook daar werd het steeds schaarser.

## Bevrijding
Toen op 5 mei 1945 Nederland werd bevrijd, waren alle onderduikers nog in leven. Velen van hun familieleden zagen ze echter nooit terug.

## Na de oorlog
De familie Huygens is na de oorlog geëmigreerd naar Australië, waar Johannes werkzaam was als o.a. schilder. Het was een moeilijke onderneming omdat ook daar de economische situatie slecht was. De familie en hun onderduikers hebben altijd contact gehouden. Johannes heeft zijn memoires opgetekend in het boek In het hol van de leeuw.
Johannes ontving het Verzetsherdenkingskruis van Koningin Beatrix en de Nederlandse Regering.